# Bassens (Żyronda)
Bassens – miejscowość i gmina we Francji, w regionie Nowa Akwitania, w departamencie Żyronda.
Według danych na rok 1990 gminę zamieszkiwały 6472 osoby, a gęstość zaludnienia wynosiła 630 osób/km² (wśród 2290 gmin Akwitanii Bassens plasuje się na 58. miejscu pod względem liczby ludności, natomiast pod względem powierzchni na miejscu 1044.).
W miejscowości znajduje się fabryka koncernu Michelin. 